# 里瓦普雷索-基耶里
里瓦普雷索-基耶里（義大利語：Riva presso Chieri），是意大利都灵省的一个市镇。总面积35平方公里，人口4097人，人口密度117.1人/平方公里（2009年）。ISTAT代码为001215。